# Уейн Олуайн
Уейн Антъни Олуайн (на английски: Wayne Anthony Allwine) (7 февруари 1947 г. – 18 май 2009 г.) е американски озвучаващ актьор, най-известен като гласа на Мики Маус, озвучавайки героя 32 години.

## Личен живот
Има четири деца от предишни бракове – Ерин, Питър, Кристофър и Джошуа, и един внук на име Айзък. През 1991 г. Олуайн се жени за актрисата Ръси Тейлър, която озвучава Мини Маус от 1986 г. През 2008 г. и двамата стават Легенди на Дисни.

## Смърт
Олуайн умира на 18 май 2009 г. от остър диабет и сърдечен удар на 62 години.